# Мозер, Иоганн Якоб
Иоганн Якоб Мозер (нем. Johann Jacob Moser; 18 января 1701, Штутгарт — 30 сентября 1785, Штутгарт) — немецкий историк-публицист, специалист по государственному праву.

## Биография
Мозер был профессором в Тюбингене, одно время директором университета во Франкфурте-на-Одере. Искренний, стойкий, бесстрашный и глубоко религиозный «праведник», Мозер — одна из характернейших фигур Германии в XVIII века. Как профессор, он строго исполнял свои обязанности к аудитории и неумолимо обличал своих коллег в случаях недобросовестности. В 1737 году он имел личное столкновение с прусским королём Фридрихом-Вильгельмом I из-за своей ученой деятельности, а в 1758 году за смелое отстаивание интересов земских чинов тиранический Карл Евгений, герцог Вюртембергский без суда поместил его в строгое одиночное заключение в крепости Хоэнтвиль: лишь через 6 лет Мозер, жена которого успела умереть с горя, был освобожден рескриптом императора.

## Труды
Как писатель, он был необыкновенно плодовит, труды его составляют около 500 томов; сам он в автобиографии насчитывает 300 сочинений. Мозер считается отцом науки немецкого государственного права; Роберт фон Моль называет его основателем положительного международного права, Вильгельм Рошер ставит ему в заслугу собрание политико-экономических основоположений, господствовавших в его время, а Геффкен подчеркивает, что Мозер был первым принципиально напавшим на естественное право и указавшим на субъективный произвол, господствующий в этой области.
О громадности трудов Мозера, особенно по собиранию государственных актов, дает понятие перечисление некоторых из них: «Reichs-Fama» (Франкф. и Нюрнберг, 1726—1736 — собрание документов об имперских чинах, сейме и императоре, с примечаниями, 23 тома), «Teutsches Staatsrecht» (1737—1753, 26 т.), «Teutsches Staatsarchiv» (1751—1757, 13 т.). Главные исторические труды Мозера: «Probe einer Staatshistorie unter der Regierung K. Joseph» (1738), «Staatshistorie Teutschlands unter K. Karl VII» (1743), «Einleitung in die Staatshistorie Teutschlands unter der Regierung K. Franz I» (1755). Большого значения в историографии Германии эти труды не имели; они важны лишь по новому материалу, собранному автором. Большим авторитетом пользовалась его «Neueste Geschichte der unmittelbaren Reichs-Bitterschaft von K. Mathias bis Joseph» (1755). Главные юридические труды Мозера: «Deutsches Strafrecht» (1737—54), «Neues deuts. Strafrecht» (1761—75), «Grundriss der heutigen Staatsverfassung von Deutschland» (1751). Образцовое литературное произведение — его автобиография: «Lebensgeschichte Johann-Jakob Mosers, von ihm selbst beschrieben» (Лемго, 1777—83).